# در آمریکا
در آمریکا (به انگلیسی: In America) نام فیلم درامِ ایرلندی-بریتانیایی-آمریکایی است که در سال ۲۰۰۲ به کارگردانی جیم شریدان ساخته شد. این فیلم موفق شد در ۳ رشتهٔ بهترین فیلم‌نامهٔ غیراقتباسی، بهترین بازیگر نقش اول زن (سامانتا مورتون) و بهترین بازیگر نقش مکمل مرد (جایمون هانسو) نامزد جایزه اسکار شود.
فیلمنامهٔ در آمریکا، به‌نوعی زندگی‌نامهٔ خودنوشتِ شریدان است که او با کمک دو دخترش، نائومی و کیرستن، نوشته‌است. در این فیلم به مشکلات خانوادهٔ مهاجر ایرلندی پرداخته می‌شود که تازه به شهر نیویورک وارد شده‌اند و قصد دارند زندگی جدیدی را شروع کنند.